# Kanton Saint-Benoît-du-Sault
Der Kanton Saint-Benoît-du-Sault war von 1790 bis 2015 ein französischer Wahlkreis im Arrondissement Le Blanc, im Département Indre und in der Region Centre-Val de Loire; sein Hauptort war Saint-Benoît-du-Sault.

## Geographie
Der Kanton Saint-Benoît-du-Sault war 318,81 km² groß und hatte 5139 Einwohner '(Stand: 2012).

## Gemeinden
Der Kanton umfasste die Wahlberechtigten aus 14 Gemeinden:
| Gemeinde               | Einwohner | Code postal | Code Insee |
| ---------------------- | --------- | ----------- | ---------- |
| Beaulieu               | 95        | 36310       | 36015      |
| Bonneuil               | 83        | 36310       | 36020      |
| Chaillac               | 1170      | 36310       | 36035      |
| La Châtre-Langlin      | 564       | 36170       | 36047      |
| Chazelet               | 146       | 36170       | 36049      |
| Dunet                  | 106       | 36310       | 36067      |
| Mouhet                 | 478       | 36170       | 36134      |
| Parnac                 | 562       | 36170       | 36150      |
| Roussines              | 393       | 36170       | 36174      |
| Sacierges-Saint-Martin | 337       | 36170       | 36177      |
| Saint-Benoît-du-Sault  | 766       | 36170       | 36182      |
| Saint-Civran           | 154       | 36170       | 36187      |
| Saint-Gilles           | 133       | 36170       | 36196      |
| Vigoux                 | 445       | 36170       | 36239      |